# Зеельбах (Альтенкірхен)
Зеельбах (нім. Seelbach) — громада в Німеччині, розташована в землі Рейнланд-Пфальц. Входить до складу району Альтенкірхен. Складова частина об'єднання громад Фламмерсфельд.
Площа — 2,99 км2. Населення становить 283 ос. (станом на 31 грудня 2020).